# Acuerdo provisional entre la Santa Sede y la República Popular de China sobre el nombramiento de los obispos
El Acuerdo provisional entre la Santa Sede y la República Popular de China sobre el nombramiento de los obispos es un acuerdo provisorio firmado en Pekín el 22 de septiembre de 2018 por Antoine Camilleri, subsecretario de la Santa Sede para las relaciones con los Estados, y Wang Chao, viceministro de Asuntos Exteriores de China. Se trata de un acuerdo que ha sido calificado como «histórico» y como un paso para el restablecimiento pleno de las relaciones diplomáticas entre China y la Santa Sede, rotas desde 1951. Mediante dicho acuerdo, cuyo contenido no fue publicado, el papa reconocería a los obispos nombrados por el gobierno chino, y a su vez éste reconocería al papa como único líder de la Iglesia católica.
Ese mismo día el papa Francisco readmitió a la plena comunión eclesial a ocho obispos de la Asociación Patriótica Católica China, que habían recibido la ordenación episcopal sin mandato del papa, y creó la diócesis de Chengdé en la China continental.
Ya en septiembre de 2019 todos los obispos católicos de China estaban en plena comunión con el papa, fecha en la que fue consagrado el primer obispo fruto de este acuerdo, Antonio Yao Shun, a cargo de la diócesis de Jining.
En 2020 y 2022 el acuerdo fue prorrogado por dos años consecutivos.